# سری دی
سری دی (به ایتالیایی: Serie D) یکی از لیگ‌های فوتبال ایتالیا است. این لیگ در بالاترین سطح فوتبال غیرحرفه‌ای ایتالیا قرار دارد. این لیگ در ایتالیا با نام لیگا نازیوناله دیلِتانتی هم شناخته می‌شود. این لیگ با حدود ۱۲ هزار بازیکن و ۴۰۰ باشگاه فوتبال در سراسر ایتالیا مرتبط است. سری دی در رتبه‌بندی لیگ‌های ایتالیا در جایگاه بعد از لیگا پرو قرار گرفته‌است. (سومین و آخرین لیگ حرفه‌ای فوتبال ایتالیا تا سال ۲۰۱۴–۱۵) هم‌اکنون در رتبه چهارم لیگ‌های فوتبال ایتالیا قرار دارد.